# Teveren
Teveren ist ein Ortsteil der Mittelstadt Geilenkirchen im Kreis Heinsberg in Nordrhein-Westfalen.

## Geographie

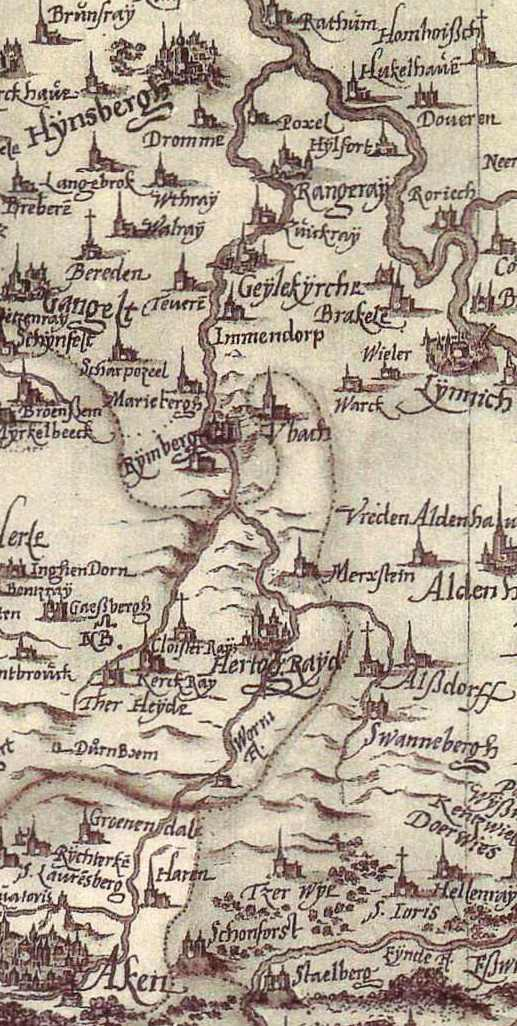
Teveren auf der Sogrothenkarte von 1573

### Lage
Teveren liegt circa drei Kilometer südwestlich von Geilenkirchen an der Landesstraße 42, die von Randerath über Teveren nach Heerlen (Niederlande) führt, sowie an der Kreisstraße 3, die Frelenberg mit Gillrath verbindet.

### Gewässer
Bei Starkregen und bei Schneeschmelze fließt das Oberflächenwasser (GEBKZ 28182211) aus den Bereich Teveren zum Rodebach (GEWKZ 281822) und dann weiter in die Maas. Der Rodebach wird auch im Bereich von Teveren als Teverener Bach bezeichnet. Am nordwestlichen Ortsausgang liegt etwa 0,5 km entfernt eine Kläranlage.

### Nachbarorte
| Air Base Geilenkirchen | Nierstraß                                   | Geilenkirchen |
| Hohenbusch             | Kompassrose, die auf Nachbargemeinden zeigt | Immendorf     |
| Grotenrath             | Siepenbusch                                 | Frelenberg    |

### Siedlungsform
Teveren ist ein beidseitig, locker bebautes Haufendorf und zugleich ein Kirchdorf, in dem eine katholische, sowie auch eine evangelische Kirche gebaut ist.

## Geschichte

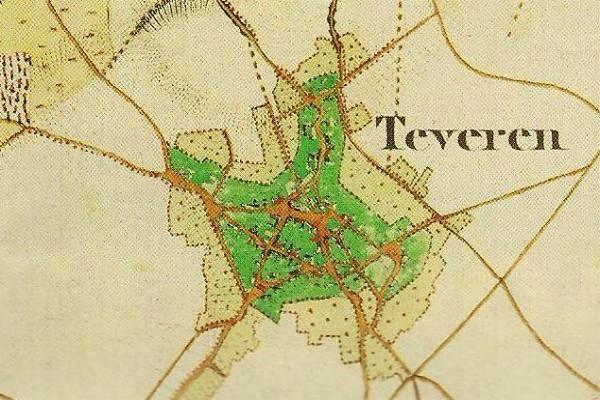
Teveren auf der Urkatasterkarte von 1846

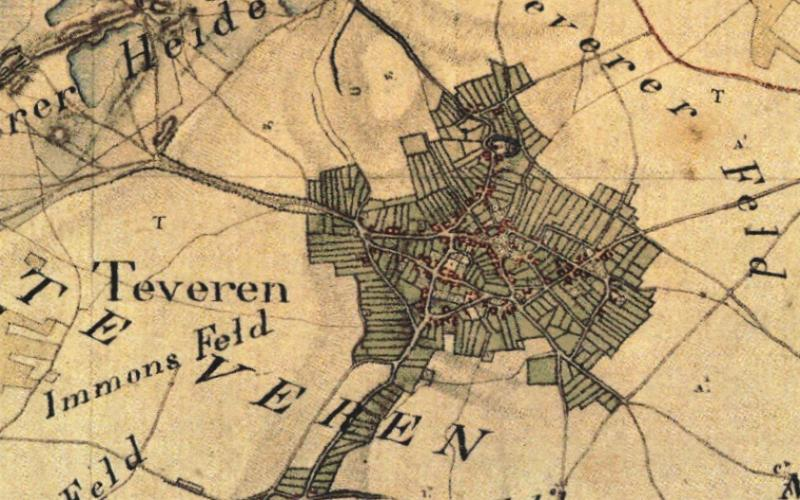
Teveren auf der Tranchotkarte 1803–1820

### Ortsname
- 1150 (de) Tivern
- 1251 Tyveren
- 1339 Teveren
- 1484 Thieveren
- 1520 Theveren
- 1660 Teveren

### Ortsgeschichte
Teveren gehörte früher zum Jülicher Amt Geilenkirchen. Der Ort wurde im 12. Jahrhundert erstmals erwähnt. Die Grundherrschaft Teverens kam 1339 an Heinsberg. 1556 wurde das Schöffengericht mit dem Gericht Geilenkirchen vereinigt. Das im 13. Jahrhundert ausgestorbene Geschlecht der Edelherren von Tevern ging wahrscheinlich aus dem Ort hervor. Aufgrund seiner historischen Zugehörigkeit zum Herzogtum Jülich trägt das Teverener Wappen den Jülicher Löwen und die sogenannte Schwurhand.
Teveren hatte 1828 insgesamt 871 Einwohner, 1852 waren es 901 Einwohner. Teveren war eine eigenständige Bürgermeisterei und bildete mit Grotenrath und Neu-Teveren eine Gemeinde. Im Zuge der Gebietsreform wurde zum 1. Januar 1972 die Gemeinde Teveren aufgelöst. Rechtsnachfolger ist nach § 29 des Aachen-Gesetzes die Stadt Geilenkirchen.
Im Winter 1944/45 gab es bei Geilenkirchen schwere Kämpfe zwischen der Wehrmacht und den West-Alliierten GB, USA und Kanada.
Aachen hatte am 21. Oktober 1944 kapituliert; dann kam der Vormarsch – unter anderem am Westwall, der teilweise aus mehreren Linien hintereinander bestand – ins Stocken.
Bei Geilenkirchen gab es eine „Ausbeulung“ im Frontverlauf (engl. „Geilenkirchen salient“); im Rahmen der Operation Clipper (Teilaktion der Operation Queen) wurde Geilenkirchen am 19. November besetzt. Für eine kurze Zeit entstand eine Front an Abschnitten der Wurm.

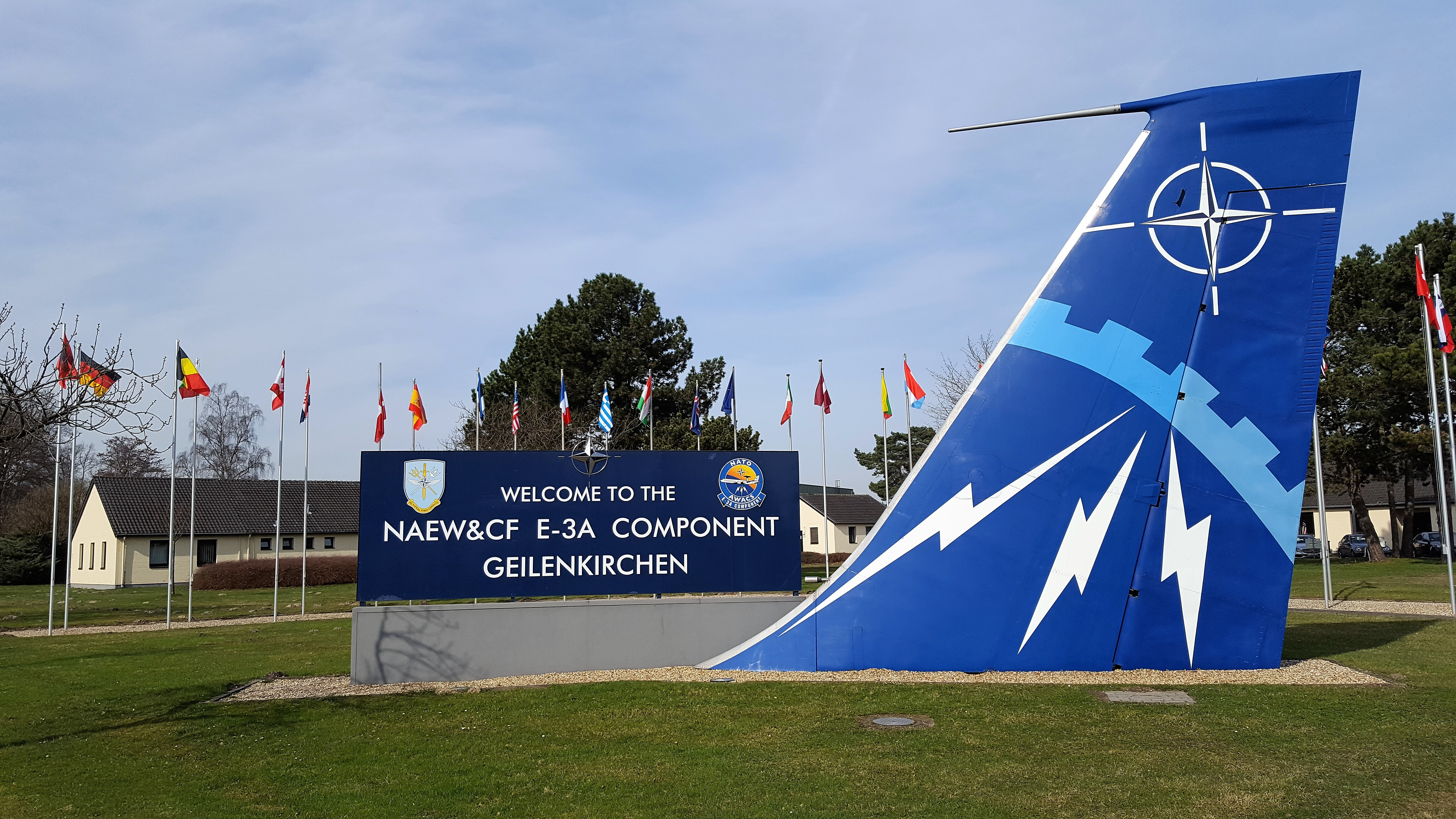
AWACS-Base in Geilenkirchen

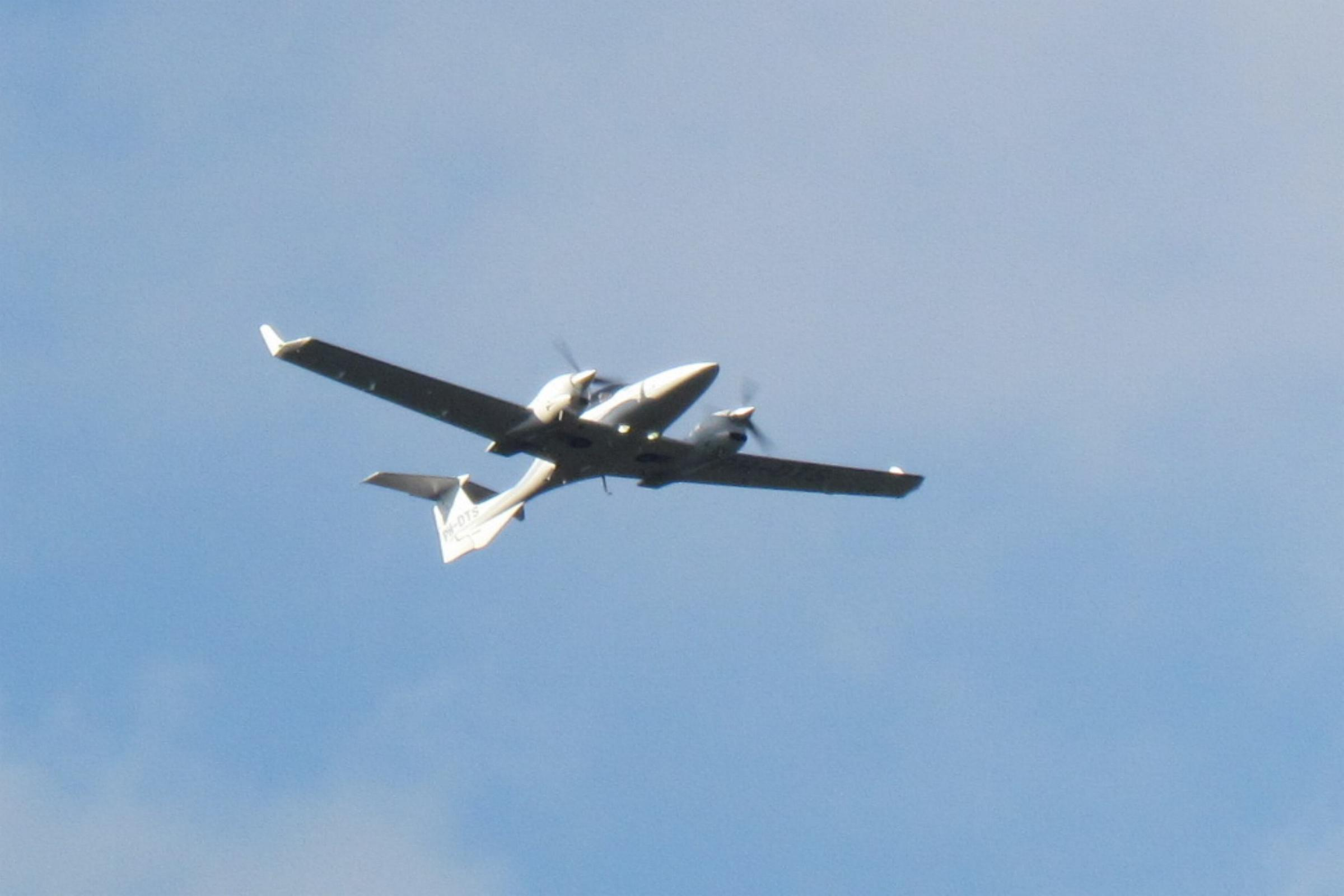
Flugverkehr über Teveren

Im Jahr 1953 baute und bezog die britische Royal Air Force die Air Base Geilenkirchen. Der Flugplatz wurde 1968 von der deutschen Luftwaffe übernommen, die das Flugkörpergeschwader 2, ausgerüstet mit Kurzstreckenraketen des Typs Pershing 1A, dort stationierte. Das zugehörige Atomwaffenlager lag unmittelbar nördlich der Air Base 50° 58′ 19″ N, 6° 3′ 15″ O. Hier waren die atomaren Gefechtsköpfe für das in Teveren und später in Niederheid stationierte Flugkörpergeschwader (FKG) 2 gelagert. 1980 zog das Flugkörpergeschwader in die Selfkantkaserne nach Geilenkirchen um und in Teveren zog die NATO mit dem AWACS-Verband ein. Sie errichtete 1982 die Air Base Geilenkirchen und stationierte dort die NATO-AWACS-Aufklärungsflugzeuge vom Typ Boeing E-3A Sentry.

### Katholische Kirchengeschichte

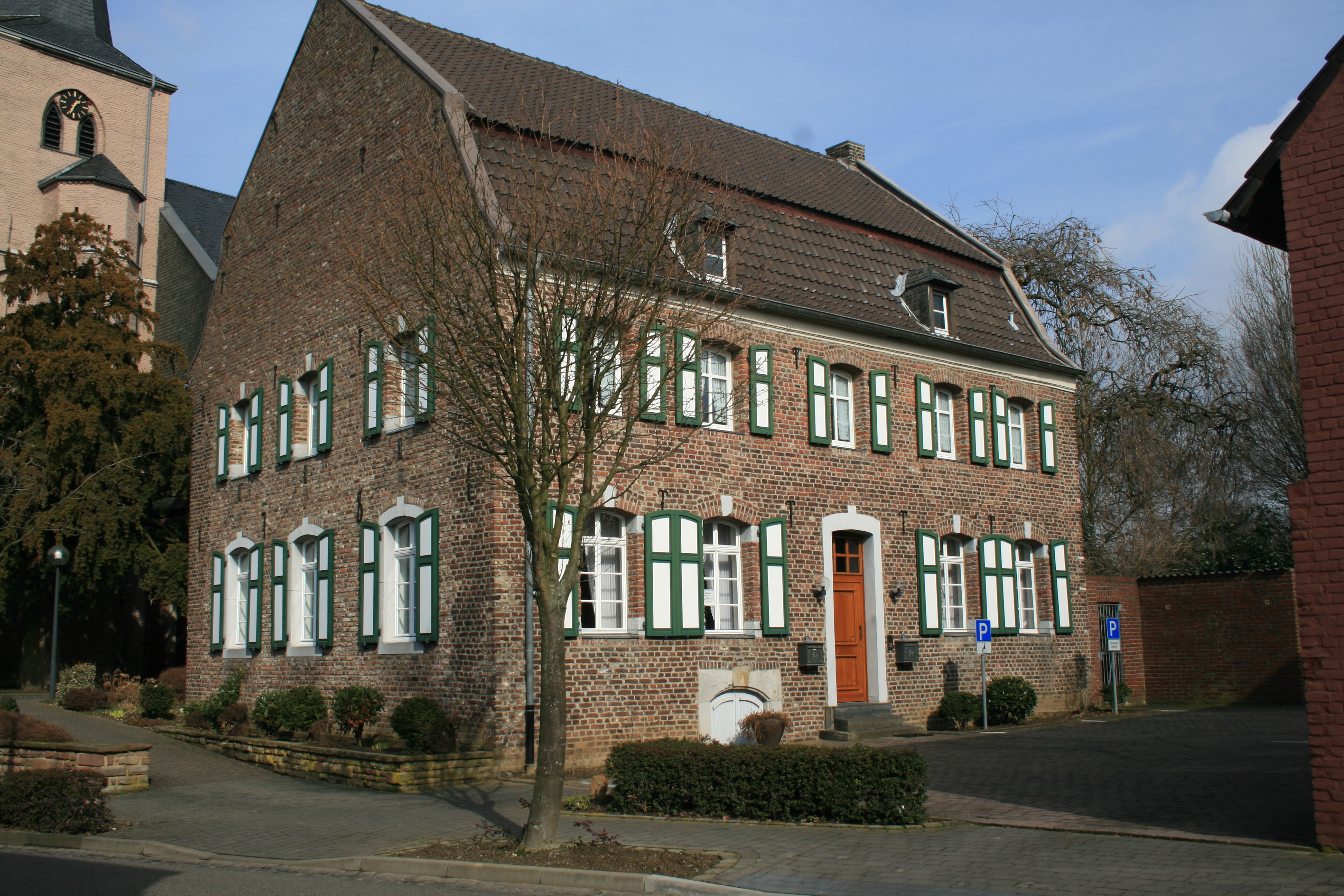
Katholisches Pfarrhaus

Die Pfarre St. Willibrord Teveren setzt sich aus den Orten Teveren mit Bocket, Neuteveren und zum Teil Panneschopp zusammen. Die Bevölkerung besteht zum größten Teil aus Katholiken.
In Teveren gab es 1533 eine Kirche, die als Filiale von Geilenkirchen geführt wurde. Das Kirchenpatronat lag beim Heinsberger Norbertinerstift, das auch im Ort einen Hof und den Zehnt besaß. 1630 wurde die Abtrennung von Geilenkirchen und die Erhebung zur Pfarre vollzogen.
Im Jahre 1781 wurde das denkmalgeschützte Pfarrhaus mit direktem Anschluss an die kath. Kirche erbaut, das mittlerweile im Besitz einer privaten GbR steht.
Im Zuge der Pfarrgemeindereformen im Bistum Aachen wurde die ehemals eigenständige, katholische Pfarrgemeinde St. Willibrord Teveren in die Gemeinschaft der Gemeinden (GdG) St. Bonifatius Geilenkirchen eingegliedert.

### Evangelische Kirchengemeinde

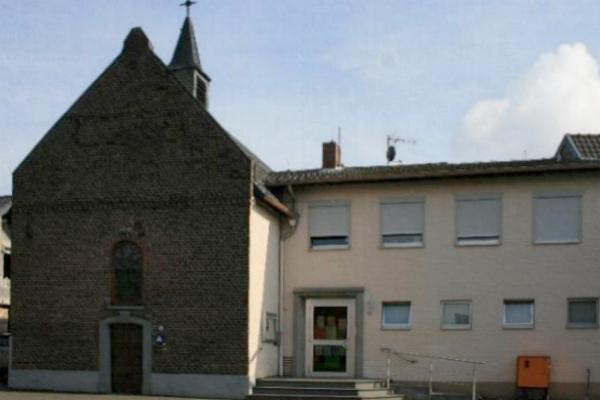
Evangelische Pfarrkirche

Die evangelische Kirchengemeinde Geilenkirchen-Hünshoven hat ca. 4500 Mitglieder. Das Umfeld ist mehrheitlich römisch-katholisch. Aber seit dem späten 16. Jahrhundert hat sich in Geilenkirchen (heute Kreis Heinsberg) eine selbstbewusste evangelische Gemeinde entwickelt, die vor allem durch die Flüchtlinge nach dem Zweiten Weltkrieg immens gewachsen ist. Dieses Wachstum der Gemeindemitgliederzahlen hat 1993 dazu geführt, dass eine zweite Pfarrstelle errichtet werden konnte. Seitdem gibt es zwei Seelsorgebezirke.
Der erste Bezirk umfasst den Norden des Stadtgebietes mit Bauchem und den Dörfern Gillrath, Nierstraß, Tripsrath, Niederheid, Hochheid, Süggerath und Prummern.
Zum zweiten Bezirk gehört der Süden der Stadt Geilenkirchen mit der Innenstadt, Hünshoven und den Dörfern Teveren, Grotenrath, Immendorf, Waurichen und Apweiler.
Die Zentren des Gemeindelebens sind die beiden unter Denkmalschutz stehenden Kirchen mit angeschlossenen Gemeindehäusern in Geilenkirchen und in Teveren. In Geilenkirchen gibt es außerdem noch das Gemeindebüro, das Jugendzentrum Zille und den evangelischen Friedhof. In Grotenrath existiert ebenfalls ein kleiner evangelischer Friedhof.

### Schulwesen
- Volksschule Teveren, 1925: 4 Klassen, 3 Stufen, 2 Lehrer, 2 Lehrerinnen, 173 Kinder
- Volksschule Teveren, 1965: 5 Klassen, 5 Lehrerstellen, 176 Kinder

## Politik
Gemäß § 3 (1) j) der Hauptsatzung der Stadt Geilenkirchen bilden die Orte Teveren und Bocket einen Stadtbezirk. Der wird durch einen Ortsvorsteher im Stadtrat der Stadt Geilenkirchen vertreten. Ortsvorsteher des Stadtbezirks ist Hans Josef Paulus. Stand 2023

## Sehenswürdigkeiten

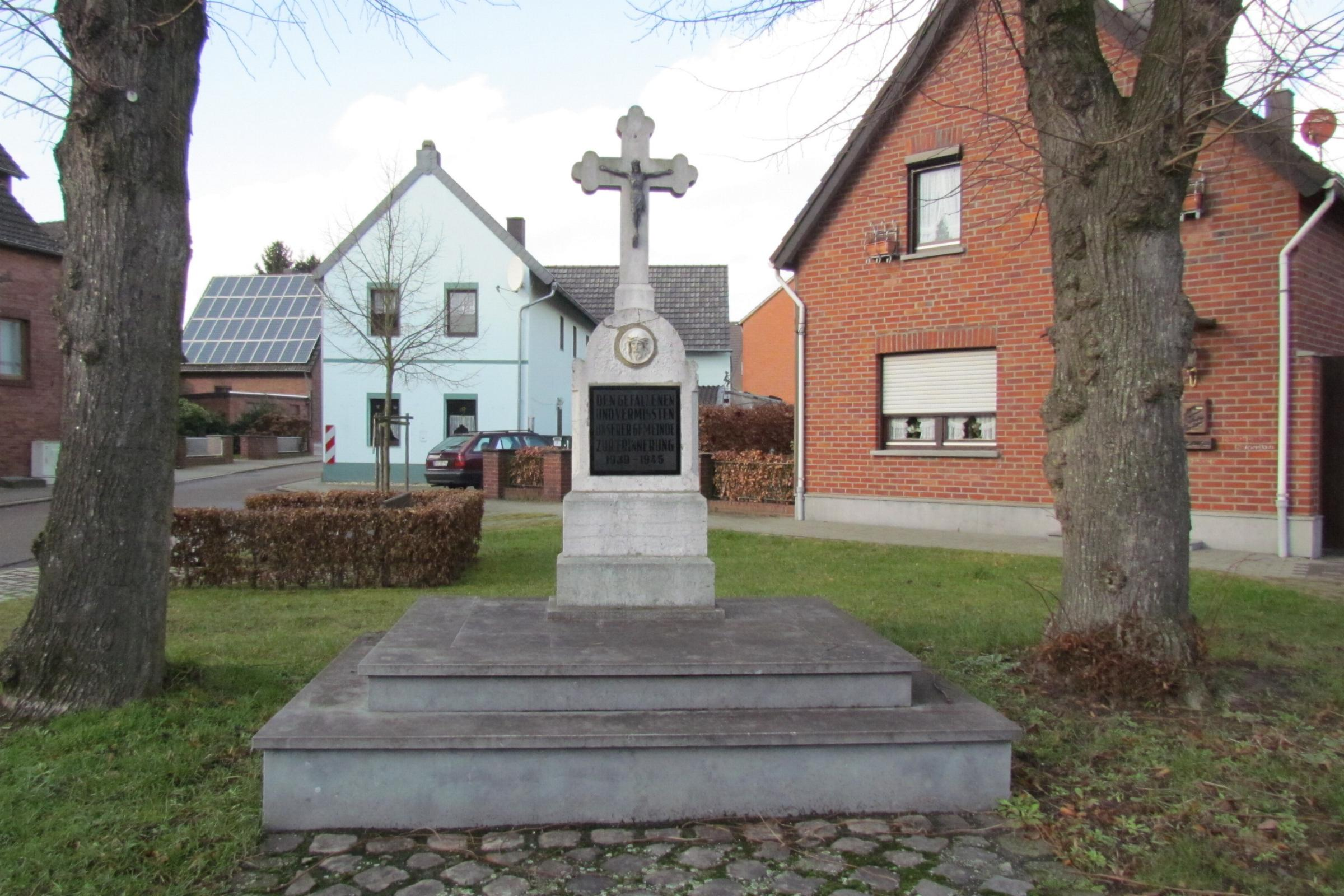
Wegekreuz

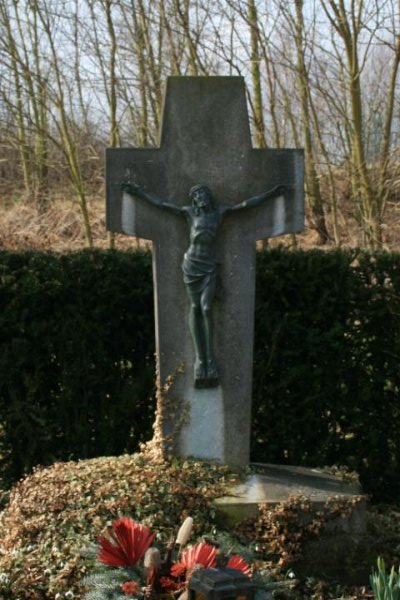
Wegekreuz in der Bocketsgracht

- Katholische Pfarrkirche St. Willibrord in Teveren als Denkmal Nr. 6
- Buntverglasung in der katholischen Pfarrkirche[8]
- Evangelische Kirche in Teveren als Denkmal Nr. 50
- Katholisches Pfarrhaus in Teveren als Denkmal Nr. 12
- Wegekreuz in Teveren als Denkmal Nr. 40

## Persönlichkeiten
Mit Teveren verbundene Personen
- Jenny Böken (1989–2008), als Besatzungsmitglied der Gorch Fock unter ungeklärten Umständen vor Norderney ums Leben gekommene Sanitätsoffizier-Anwärterin der Deutschen Marine

## Infrastruktur

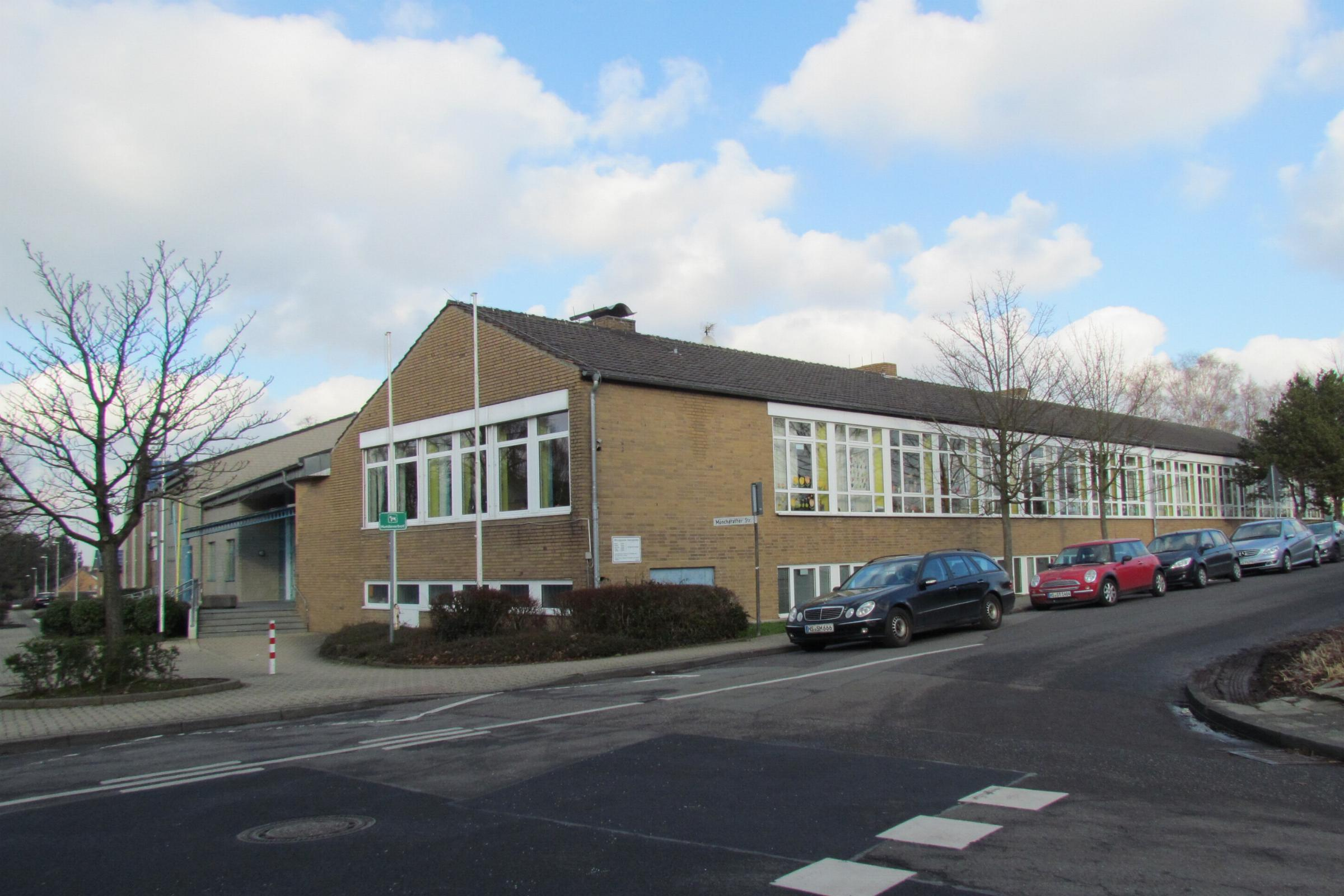
Katholische Grundschule

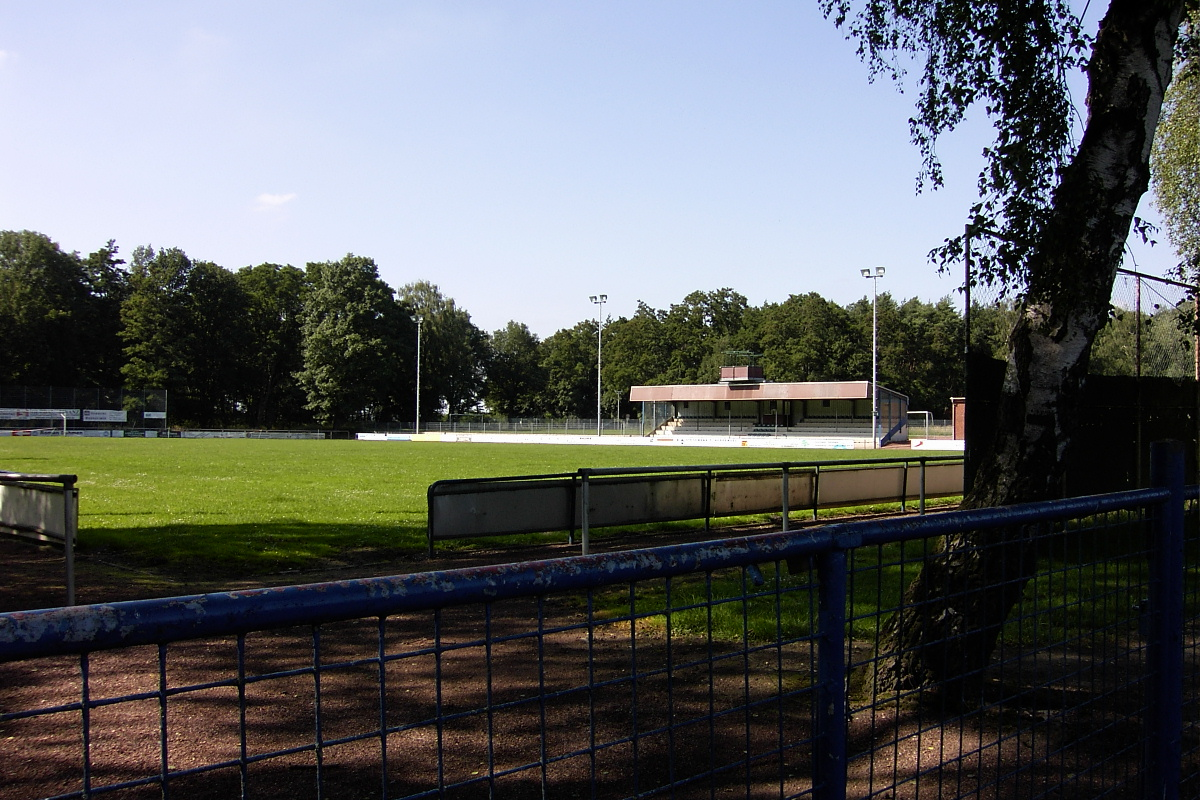
Heidestadion

- Es existieren mehrere landwirtschaftliche Betriebe mit Tierhaltung, ein Pferdehof, mehrere Gaststätten mit Restaurants, ein Automobilhandel, eine Bäckerei, eine Metzgerei mit Partyservice, ein Bauunternehmen mehrere Gewerbebetriebe und mehrere Kleingewerbebetriebe.
- Der Ort liegt in unmittelbarer Nähe des Naturschutzgebiets Teverener Heide.[9]
- Zwei Spielplätze in Teveren an den Sisbenden und an der Töpferstraße sind vorhanden.
- Der Ort hat Anschluss an das Radverkehrsnetz NRW.
- Die katholische Grundschule Teveren steht an der Müncherather Straße 2–4.
- Die städtische Kindertagesstätte Teveren ist an der Straße Zum Junkersbusch 27 untergebracht.
- Heidestadion des FC Germania 1910 Teveren e. V.
- Eine Kleinspielfeldanlage wurde vom Deutschen Fußball-Bund (DFB) gesponsert.
- Löschzug der Freiwillige Feuerwehr Geilenkirchen, Löschgruppe Teveren

## Vereine
- Freiwillige Feuerwehr Geilenkirchen, Löschgruppe Teveren
- St.-Antonius-Schützenbruderschaft aus 1448
- St.-Willibrord-Schützenbruderschaft aus 1876
- Kevelaerbruderschaft aus 1838
- Interessengemeinschaft Ortsvereine Teveren e. V.
- Interessengemeinschaft Flugplatz Teveren e. V.
- Musikkorps St. Josef Teveren e. V.
- Sportschützen Teveren KKS 1925 e. V.
- Fußball-Club F.C. Germania 1910 Teveren e. V.
- Internationaler Karnevalsverein Teveren. e. V.
- Männergesangverein Teveren e. V.
- Kirchenchor St. Cäcilia
- Jugendgruppe der kath. Pfarre Willibrord
- Brieftaubenverein Teveren
- DJK Sportverband Diözesanverband Aachen e. V. Teveren 1965
- Teverner Dart Club 2019 e. V.

## Regelmäßige Veranstaltungen
- Vogelschuss der Bruderschaften
- Patronatsfest und Kirmes in Teveren
- St.-Martin-Umzug in Teveren

## Sprache und Literatur
Die teils bis heute in Teveren gesprochene Mundart wird gemein als Teverener Platt bezeichnet und zählt zum Ripuarischen.

## Verkehr
Der nächste Bahnhof ist Geilenkirchen an der Bahnstrecke Aachen–Mönchengladbach. Die nächste Autobahnanschlussstelle ist Heinsberg an der A 46.
Die AVV-Buslinie 491 der WestVerkehr verbindet Teveren wochentags mit Geilenkirchen und Übach-Palenberg. Abends und am Wochenende kann der Multi-Bus angefordert werden.
| Linie | Verlauf |
| ----- | --- |
| 491   | Geilenkirchen Bf – (Bauchem – Nierstraß –) Teveren – Grotenrath – Scherpenseel – (Siepenbusch – Windhausen –) Marienberg – Palenberg Bf (– Palenberg – Übach) |

## Sport
Bekannt geworden ist Teveren unter anderem durch den ansässigen Fußballverein FC Germania Teveren 1990 e. V. Dieser spielte in den 1990er Jahren in der Oberliga Nordrhein und der Regionalliga West, welche zu dieser Zeit die jeweils höchsten deutschen Amateurspielklassen waren. So waren regelmäßig Traditionsvereine wie Rot-Weiß Oberhausen, Fortuna Düsseldorf und Alemannia Aachen zu Gast im Heidestadion. Der Besucherrekord von 6500 Zuschauern wurde im Jahre 1993 beim 3:0-Sieg in der Oberligapartie gegen den damaligen Zweitligaabsteiger Fortuna Düsseldorf erzielt.

## Straßennamen
Am Dorfplatz, An der Maibuche, Beckstraße, Besenbindergasse, Bischof-Potten-Straße, Boelckestraße, Bocketzgracht, Chorherrenstraße, Gillrather Straße, Gneisenaustraße, Herrweg, Hinter dem Gang, Hochstraße, Im Winkel, Kirchstraße, Klatterstraße, Königstraße, Lilienthalallee, Möldersstraße, Müncherather Straße, Pfarrer-Claaßen-Straße, Richthofenstraße, Rommelstraße, Scharnhorststraße, Schmiedgasse, Sisbenden, Stauffenbergstraße, Talstraße, Taubenberg, Teverener Heide, Töpferstraße, Von-Grimberg-Straße, Waidmühle, Welschendriesch, Windhausener Weg, Yorckstraße, Zum Junkersbusch.